# Ungdomsfilm
Ungdomsfilm eller tonårsfilm är en filmgenre med tyngd på att berika ungdomar inom olika områden, till exempel inom frågor som rasism, sexism, mobbning och utanförskap. Ett annat centralt tema är att huvudpersonerna är just ungdomar.
Exempel på "ungdomsfilmer" är den amerikanska Breakfast Club (1985), franska Boyfriends and Girlfriends (1987) och svenska Fucking Åmål (1998).